# Pachycaulie
Als Pachycaulie wird in der Botanik die Ausbildung dicker, wenig bis nicht verzweigter Stämme mit weichem Holz bezeichnet. Pflanzen mit pachycaulen Stämme treten häufig in Trockengebieten auf, in denen der Boden die Bildung volumenreicher unterirdischer Speicherorgane behindert.
Pachycaulie ist ein typisches Merkmal der Palmfarne (Cycadaceae). Weit verbreitet ist sie auch bei Kürbisgewächsen (Cucurbitaceae), Apocynaceae, Dioscoreaceae, Icacinaceae, Passifloraceae und Vitaceae, tritt also häufig in Sippen auf, die ansonsten weitgehend rankende Wuchsform aufweisen.

## Belege
- Gerhard Wagenitz: Wörterbuch der Botanik. Die Termini in ihrem historischen Zusammenhang. 2., erweiterte Auflage. Spektrum Akademischer Verlag, Heidelberg/Berlin 2003, ISBN 3-8274-1398-2.